# Riverhead (Regno Unito)
Riverhead è un villaggio e parrocchia civile dell'Inghilterra, appartenente alla contea del Kent.